# Vesiculovirus
Genre
Espèces de rang inférieur
- vésiculovirus Alagoas
- vésiculovirus Carajas
- vésiculovirus Chandipura
- vésiculovirus Cocal
- vésiculovirus de la chauve-souris américaine
- vésiculovirus Indiana
- vésiculovirus Isfahan
- vésiculovirus Jurona
- vésiculovirus Malpais Spring
- vésiculovirus Maraba
- vésiculovirus Morreton
- vésiculovirus New Jersey
- vésiculovirus Perinet
- vésiculovirus Piry
- vésiculovirus Radi
- vésiculovirus Yug Bogdanovac

Le genre Vesiculovirus est un genre de virus à ARN de la famille des Rhabdoviridae. 

## Caractéristiques
Le virus de la stomatite vésiculeuse (VSV)  est un arbovirus : les infections naturelles du VSV englobent deux mesures, infections cytolytique des mammifères hôtes et la transmission par des insectes. Dans les insectes, les infections sont non cytolytique. Le VSV peut infecter les insectes et les mammifères. Il a une importance particulière aux côtés des  agriculteurs dans certaines régions du monde où il peut infecter le bétail. Il est aussi un virus de laboratoire utilisés pour étudier les propriétés des virus dans la famille des Rhabdoviridae, ainsi que l'évolution virale.

## Classification
Le virus de la stomatite vésiculeuse (VSV) est le membre prototypique du genre vesiculovirus de la famille des Rhabdoviridae. Le virus de la rage appartient à la même famille. Il fait aussi partie des Mononegavirales.

## Génome
Le génome du virus est une molécule unique d'ARN qui code cinq grandes protéines: la glycoprotéine (G), matrice de protéines (M), nucleoprotein, les grandes protéines (L) et les phosphoproteines. La moitié du génome codant la protéine L se combine avec la phosphoprotéine pour catalyser la réplication de l'ARNm. 

## Mode d'action

### Entrée
Les protéines G permettent l'entrée virale à la cellule par attachement à la cellule hôte et fusion de l'enveloppe virale avec la membrane endosomale suivant l'endocytose. 

### Activité
L'ARNm codant la protéine M du virus de la stomatite vésiculeuse est constituée de 831 nucléotides, et code une protéine de 229 acides aminés. La protéine M indique que la séquence ne contient pas de long domaines hydrophobes ou non polaire qui pourraient promouvoir s'associer à la membrane. La protéine est riche en acides aminés essentiels et contient une base très aminés. 

### Sortie
Le VSVG ne suit pas le même chemin que la plupart des vésicules de transport en raison de la protéine G du réticulum endoplasmique à la membrane plasmique qui est interrompue par une incubation à 15 °C. Dans ces conditions, les molécules s'accumulent dans le réticulum endoplasmique (RE) et une fraction subcellulaire vésicule de faible densité appelé fraction vésiculaire riche en lipides. Les matériaux de la fraction vésiculaire riche en lipides semblent être un post-RE intermédiaire dans le processus de transport de la membrane plasmique (MP). VSVG est aussi une couche de protéines de système d'expression utilisée pour introduire du matériel génétique dans les systèmes in vitro ou des modèles d'animaux. Il a l'avantage de laisser le virus infecter une cellule non-division comme les cellules B in vitro. 

### Propriétés particulières
Récemment, on a constaté que le VSV manifeste des propriétés  oncolytiques, capable de tuer les cellules cancéreuses chez les deux tiers des patients .

## Recherche
On a constaté que le VSV manifeste des propriétés  oncolytiques, des recherches sont en cours, et on a montré que le VSV peut réduire la taille des tumeurs et la propagation du mélanome, du cancer du poumon, du cancer du côlon et de certaines tumeurs au cerveau .

## Référence biologique
- (en) ICTV : Vesiculovirus  (consulté le 1er février 2021)